# ミクロシスチン

ミクロシスチン-LRの構造

ミクロシスチンもしくはミクロキスチン（microcystin）は、ミクロキスティス属を中心としたシアノバクテリアによって生産される毒素（シアノトキシン）である。7個のアミノ酸から構成される環状のペプチドであるが、リボソームを経由せずに合成される非リボソームペプチドである。ミクロシスチン-LR、ミクロシスチン-LA など60種類ほどの誘導体があり、分子量は 900-1050 前後。
ミクロキスティス属は湖沼等においてアオコを発生させることで知られ、アオコに含まれるミクロシスチンは強い肝臓毒活性を示す。ミクロシスチンを含む水を継続して摂取した場合、肝臓に対する発がん性があることも指摘されている。産生する種としては Microcystis aeruginosa が代表的である。ミクロキスティス属の他、ユレモ属（Oscillatoria）やアナベナ属（Anabaena）の藍藻もミクロシスチンを作る。
日本では霞ヶ浦や印旛沼など、富栄養化の進行した水域でしばしばアオコが発生し、それに伴って水からミクロキスチンが検出される。ただし原水にミクロシスチンが含まれる場合でも、浄水から定量下限（0.0001mg/L）を超えて検出された例はない（平成10年度調査）。
日本国外においては、ミクロシスチンを含む水を飲んだ人や家畜が中毒する事例が度々発生している。1996年にはブラジルの病院でミクロシスチンによる中毒が発生し死者50名を出した。原因は人工透析に使用される水にアオコが含まれていたことによる。日本国内においても、琵琶湖沿岸で2007年に飼育中に斃死したアイガモの肝臓に高濃度で蓄積されていた事が報告されている。